# التعليم في أستراليا
التعليم في أستراليا
| وزارة التعليم، علاقات التوظيف وأماكن العمل                                                                                      |
| وزير التعليم المدرسي، في مرحلة الطفولة المبكرة والشباب: بيتر جاريت                                                              |
| ميزانية التعليم الوطني لعام 2009                                                                                                |
| الميزانية 44,489 مليونا (4.63% من الناتج المحلي الإجمالي) 2الترتيب الثمانون في الإنفاق الحكومي على التعليم في جميع أنحاء العالم |
| التفاصيل العامة |
| اللغة الأساسية: الإنجليزية |
| نوع النظام اتحادي |
| تأسيس التعليم الإلزامي 1830s 1870s                                                                                              |
| معرفة القراءة و الكتابة (2003)                                                                                                  |
| الإجمالي 99% الذكور 99% الإناث 99%                                                                                              |
| التسجيل 2008 |
| المجموع 20.4% من عدد السكان الإبتدائي 1.9 مليون الثانوي 1.4 مليون بعد الثانوي مليون                                             |
| التحصيل الدراسي (2008) دبلوم الثانوية 75% دبلوم مابعد الثانوية 34%[بحاجة لمصدر]                                                 |

التعليم في استرايا في المقام الأول هو مسؤولية الدولة والأقاليم. توفر حكومة كل ولاية أو اقليم تمويل المدارس الحكومية والخاصة وتنظيمها داخل المنطقة التي تحت إدارتها و تساعد الحكومة الاتحادية على تمويل الجامعات الحكومية، ولكن لا تشارك في وضع المناهج الدراسية واعتبارا من عام 2012، تم اعتماد المناهج الوطنية الأسترالية في بعض المدارس بعد عدة سنوات من التجربة والتطوير وسوف تصبح إلزامية قريبا. عموما، يعتمد نظام التعليم في أستراليا على ثلاث مراحل تتضمن تعليم أساسي (المدرسة الابتدائية ) ، يليها تعليم ثانوي (المدارس الثانوية )و التعليم العالي (الجامعات أو كليات التقنية والتعليم الإضافي )
تم تقييم نظام التعليم الأسترالي فيالبرنامج الدولي لتقييم الطلبة (PISA) في عام 2006 وحصل على الترتيب السادس في القراءة والثامن في العلوم والثالث عشر في الرياضيات على نطاق عالمي يشمل 56 دولة  وفي عام 2010 تم تقييم نظام التعليم الأسترالي وحصل على الترتيب السادس في القراءة والسابع في العلوم والتاسع في الرياضيات، و هذا تحسن نسبي للتصنيفات عن عام 2006.
تم نشر مؤشر التعليم ، مع مؤشر الأمم المتحدة ومؤشر التنمية البشرية في عام 2008، استنادا على بيانات من عام 2006،وقد وضعت أستراليا في المرتبة 0,993، من بين أعلى المعدلات في العالم وتتعادل مع الدنمارك وفنلندا.
التعليم في أستراليا إلزامي بين سن الخامسة و15إلى 17 اعتمادا على الولاية أو الإقليم وتاريخ الميلاد. ويتم تنظيم التعليم ما بعد المرحلة الإلزامية ضمن إطار المؤهلات الأسترالية، ونظام موحد للمؤهلات الوطنية في المدارس والتعليم والتدريب المهني وقطاع التعليم العالي (الجامعي).
يختلف العام الدراسي في أستراليا بين الولايات والمؤسسات، ولكن يمتد عادة من يناير / أوائل فبراير حتى منتصف كانون الأول للمدارس الابتدائية والثانوية، مع وجود اختلافات طفيفة في فترة الأعياد  والكليات التقنية والتعليم الإضافي  ومن أواخر شباط حتى منتصف تشرين الثاني للجامعات مع الأعياد الموسمية والإجازات لكل مؤسسة تعليمية.

## ماقبل المدرسة
برامج مرحلة ما قبل المدرسة ومرحلة ما قبل الإعدادية في أستراليا غير منظمة نسبيا وليست إلزامية. أول نوع من التعلم يتعرض له الأطفال اللأستراليين خارج إطار التربية التقليدية للوالدين هو الرعاية النهارية التقليدية أو اللعب الجماعي الذي تديره الأم. لا يعتبر هذا النوع من النشاط تعليما مثل التعليم قبل المدرسي فهو منفصل عن المدارس الابتدائية في جميع الولايات والأقاليم، باستثناء أستراليا الغربية حيث يتم تدريس التعليم قبل المدرسي كجزء من نظام المدارس الابتدائية. في ولاية كوينزلاند، غالبا ما تسمى مرحلة ما قبل المدرسة أو رياض الأطفال قبل البرامج الإعدادية، وعادة ما يديرها القطاع الخاص ولكنها تجذب التمويل الحكومي للدولة إذا تم تشغيلها لمدة لا تقل عن 600 ساعة سنويا وتسليمها من قبل معلم مسجل .
عادة يتم إدارة رياض الأطفال من قبل حكومات الولايات والأقاليم، إلا في فيكتوريا (أستراليا)،جنوب أستراليا ونيوساوث ويلز حيث يتم في كثير من الأحيان إدارتها من قبل المجالس المحلية والجماعات المحلية أو المؤسسات الخاصة. تقبل مرحلة رياض الأطفال من ثلاثة إلى خمس سنوات من العمر؛ أعداد الحضور تختلف على نطاق واسع بين الدول، ولكن 85.7٪ من الأطفال قبل سن المدرسة قد دخلوا رياض الأطفال وهي السنة التي تسبق المدرسة العام الذي يسبق دخول الطفل المدرسة الابتدائية هي السنة الرئيسية لمرحلة تعليم رياض الأطفال. هذه السنة يتم دراستها عادة، وربما تكون ساعات قليلة من النشاط خلال أيام الأسبوع.
مسؤولية مدارس رياض الأطفال في نيو ساوث ويلز وفيكتوريا تقع على عاتق إدارة خدمة المجتمع ووزارة التربية والتعليم وتنمية الطفولة المبكرة (DEECD)، على التوالي . أما في جميع الدول والأقاليم الأخرى في أستراليا، تقع مسؤلية مدارس رياض الأطفال على عاتق وزارة التعليم ذات الصلة .
متوسط التكلفة الإجمالية للرعاية (مع الأخذ في الاعتبار إعانة رعاية الأطفال وضريبة مستحقات رعاية الطفل ) لمدة يوم كامل في أستراليا هو 3,85 $ للساعة الواحدة،  أو بتكلفة صافية تبلغ نحو 46 دولارا يوميا لخدمة الرعاية لمدة 12 ساعة في اليوم.

## المدرسة
التعليم المدرسي في أستراليا إلزامي في سن معينة كما هو محدد بموجب تشريع الولاية أو الإقليم. الدراسة إلزامية من سن الخامسة إلى السادسة وإلى سن الخامسة عشرة إلى السابعة عشر . في السنوات الأخيرة، أكثر من ثلاثة أرباع الطلاب ظلوا في المدرسة حتى بلغوا سن السابعة عشر. تقوم المدارس الحكومية بتعليم حوالي 65٪ من الطلاب الأستراليين، مع ما يقارب من 34٪ في المدارس الكاثوليكية والمستقلة. جزء صغير من الطلاب يتعلمون في منازلهم، ولا سيما في المناطق الريفية.
المدارس الحكومية (المعروفة أيضا باسم المدارس العامة) مجانية للمواطنين الأستراليين والمقيمين الدائمين، في حين المدارس الكاثوليكية والمستقلة عادة تكون برسوم  ومع ذلك، بالإضافة إلى رسوم الدراسة و القرطاسية والكتب المدرسية والزي المدرسي وغيرها من تكاليف التعليم التي لا يشملها التمويل الحكومي. تشير التقديرات أن التكلفة الإضافية للتعليم في المتوسط هي 316 دولارا سنويا للطفل الواحد.
بغض النظر عن ما إذا كانت المدرسة حكومية أو كاثوليكية أو لها أنظمة مستقلة، يجب عليها اللالتزام بإطار مناهج نفس الولاية أو الإقليم. يوفر إطار المنهج الدراسي بعض المرونة في المناهج، بحيث يمكن تدريس مواضيع مثل تعليم ديني. .معظم طلاب المدرسة يرتدون زيا رسميا،  على الرغم من أن هناك تفاوت بين المدارس حيث لا تطلب بعض المدارس الأسترالية ارتداء الزي الرسمي. وقد اتخذت حركة مشتركة بين المدارس الثانوية شكل المنظمات لدعمصوت الطالب وجمع القيادات الطلابية لتحسين المدارس مثل وزارة التربية والتعليم وتنمية الطفولة المبكرة في فكتوريا.

## الكاثوليكية والمدارس المستقلة
انظر أيضا : التعليم العام والخاص في أستراليا، التعليم الكاثوليكي في أستراليا، والتعليم الانجليكاني في أستراليا
في عام 2010 66% من طلاب المدارس في أستراليا يدرسون في المدارس الحكومية، و 20٪ في المدارس الكاثوليكية و 14٪ في المدارس المستقلة. في عام 2000 كانت هذه الأرقام 69٪، 20٪ و 11٪ على التوالي.
معظم المدارس الكاثوليكية تدار إما عن طريق الأبرشية المحلية والرعية المحلية و وزارة التعليم الخاصة بالولاية . المدارس المستقلة تشمل المدارس التي تديرها الفلسفات التعليمية العلمانية مثل منهج مونتيسوري، ومع ذلك، فإن غالبية المدارس المستقلة متدينة، مثل :بروتستانتية ،يهودية،إسلام أو غير طائفي.
تتطلب بعض المدارس الكاثوليكية والمدارس المستقلة رسوما عالية وبسبب التمويل الحكومي لهذه المدارس غالبا ما تتعرض لانتقادات من الاتحاد الأسترالي للتعليم والحزب الأسترالي السياسي الأخضر.

## الأعمار
يمكن للطلاب أن يكونوا أصغر قليلا أو أكبر قليلا من ما ذكر أدناه، وذلك بسبب الاختلاف بين الولايات والأقاليم. اسم السنة الأولى من التعليم الابتدائي يختلف اختلافا كبيرا بين الولايات والأقاليم، على سبيل المثال ما يعرف بروضة أطفال في إقليم العاصمة الأسترالية و نيو ساوث ويلز قد يعني السنة التي تسبق السنة الأولى من التعليم الابتدائي أو مرحلة ما قبل المدرسة في الدول والأقاليم الأخرى. بعض الولايات تختلف في ما إذا كانت السنة السابعة هي جزء من سنوات الابتدائية أو الثانوية،  وكذلك وجود نظام المدارس المتوسطة.
ابتداء من عام 2008، أدخل الإقليم الشمالي المدارس المتوسطة للأعمار من السابعة إلى التاسعة والمدارس الثانوية للأعمار من العاشرة وحتى الثانية عشرة . بعض المدارس في جنوب أستراليا أدخلت أيضا المدارس المتوسطة .

## الإبتدائي
•	رياض الأطفال (كوينزلاند ) الذين تتراوح أعمارهم بين 3- 4 سنوات 
•	مرحلة ما قبل المدرسة / الروضة / الإعدادية
•	رياض الأطفال / السنة الأولى من الابتدائية/ التحضيرية /المنهج الوطني ما قبل الابتدائي و يمكن إعادة تسمية هذا العام : السنة التأسيسية
•	الصف / السنة الأولى : 6-7 سنوات
•	الصف / السنة الثانية : 7-8 سنوات
•	الصف / السنة الثالثة : 8- 9 سنوات
•	الصف / السنة الرابعة : 9- 10سنوات
•	الصف / السنة الخامسة : 10- 11 سنة
•	الصف / السنة السادسة : 11- 12 سنة
•	الصف / السنة السابعة : 12- 13 سنة (أستراليا الغربية، أستراليا الجنوبية ) 

## المتوسط
• السنة السابعة : الذين تتراوح أعمارهم بين 12- 13 عاما (إقليم العاصمة الأسترالية، نيو ساوث ويلز، تسمانيا، فيكتوريا، كوينزلاند) (المدرسة المتوسطة في الإقليم الشمالي) 
• السنة الثامنة : الذين تتراوح أعمارهم بين 13- 14 عاما (أستراليا الجنوبية )
• السنة التاسعة : الذين تتراوح أعمارهم بين 14- 15 عاما
• السنة العاشرة : الذين تتراوح أعمارهم بين 15 - 16 عاما ( المدرسة الثانوية في الإقليم الشمالي ) 
• السنة الحادية عشر : الذين تتراوح أعمارهم بين 16 إلى 17 عاما ( اقليم العاصمة الأسترالية، جزيرة تسمانيا )
• السنة الثانية عشر : الذين تتراوح أعمارهم بين 17 إلى 19 عاما

## مقارنة بين الأعمار والمستويات عبر الولايات والأقاليم
يمكن للطلاب القيام بالدراسة في المدرسة العليا لمدة تصل إلى ثلاث سنوات . الطلاب الذين أكملوا السنة الثانية عشرة وأقل تحملا لعبء القيام بالعمل في غضون عامين، يشار إليهم أنهم «في العام الثالث عشر».
| إقليم العاصمة الأسترالية | المدرسة الابتدائية                 | المدرسة الابتدائية         | المدرسة الابتدائية         | المدرسة الابتدائية | المدرسة الابتدائية | المدرسة الابتدائية | المدرسة الابتدائية | المدرسة الثانوية   | المدرسة الثانوية | المدرسة الثانوية | المدرسة الثانوية | الكلية            | الكلية            | الكلية           | الكلية           |
| إقليم العاصمة الأسترالية | رياض الأطفال                       | السنة الأولى               | السنة الثانية              | السنة الثالثة      | السنة الرابعة      | السنة الخامسة      | السنة السادسة      | السنة السابعة      | السنة الثامنة    | السنة التاسعة    | السنة العاشرة    | السنة الحادية عشر | السنة الثانية عشر |                  |                  |
| نيو ساوث ويلز            | المدرسة الابتدائية                 | المدرسة الابتدائية         | المدرسة الابتدائية         | المدرسة الابتدائية | المدرسة الابتدائية | المدرسة الابتدائية | المدرسة الابتدائية | المدرسة الثانوية   | المدرسة الثانوية | المدرسة الثانوية | المدرسة الثانوية | المدرسة الثانوية  | المدرسة الثانوية  | المدرسة الثانوية | المدرسة الثانوية |
| نيو ساوث ويلز            | رياض الأطفال                       | السنة الأولى               | السنة الثانية              | السنة الثالثة      | السنة الرابعة      | السنة الخامسة      | السنة السادسة      | السنة السابعة      | السنة الثامنة    | السنة التاسعة    | السنة العاشرة    | السنة الحادية عشر | السنة الثانية عشر |                  |                  |
| الإقليم الشمالي          | المرحلة الابتدائية                 | المرحلة الابتدائية         | المرحلة الابتدائية         | المرحلة الابتدائية | المرحلة الابتدائية | المرحلة الابتدائية | المرحلة الابتدائية | المرحلة المتوسطة   | المرحلة المتوسطة | المرحلة المتوسطة | المرحلة الثانوية | المرحلة الثانوية  | المرحلة الثانوية  |                  |                  |
| الإقليم الشمالي          | الإنتقال                           | السنة الأولى               | السنة الثانية              | السنة الثالثة      | السنة الرابعة      | السنة الخامسة      | السنة السادسة      | السنة السابعة      | السنة الثامنة    | السنة التاسعة    | السنة العاشرة    | السنة الحادية عشر | السنة الثانية عشر |                  |                  |
| كوينزلاند                | المرحلة الابتدائية                 | المرحلة الابتدائية         | المرحلة الابتدائية         | المرحلة الابتدائية | المرحلة الابتدائية | المرحلة الابتدائية | المرحلة الابتدائية | المرحلة الابتدائية | المرحلة الثانوية | المرحلة الثانوية | المرحلة الثانوية | المرحلة الثانوية  | المرحلة الثانوية  |                  |                  |
| كوينزلاند                | التحضيرية                          | السنة الأولى               | السنة الثانية              | السنة الثالثة      | السنة الرابعة      | السنة الخامسة      | السنة السادسة      | السنة السابعة      | السنة الثامنة    | السنة التاسعة    | السنة العاشرة    | السنة الحادية عشر | السنة الثانية عشر |                  |                  |
| جنوب أستراليا            | السنة الأولى من الابتدائية         | السنة الأولى من الابتدائية | السنة الأولى من الابتدائية | المرحلة الابتدائية | المرحلة الابتدائية | المرحلة الابتدائية | المرحلة الابتدائية | المرحلة الابتدائية | المرحلة الثانوية | المرحلة الثانوية | المرحلة الثانوية | المرحلة الثانوية  | المرحلة الثانوية  |                  |                  |
| جنوب أستراليا            | السنة التي تسبق المرحلة الابتدائية | السنة الأولى               | السنة الثانية              | السنة الثالثة      | السنة الرابعة      | السنة الخامسة      | السنة السادسة      | السنة السابعة      | السنة الثامنة    | السنة التاسعة    | السنة العاشرة    | السنة الحادية عشر | السنة الثانية عشر |                  |                  |
| تسمانيا                  | المرحلة الابتدائية                 | المرحلة الابتدائية         | المرحلة الابتدائية         | المرحلة الابتدائية | المرحلة الابتدائية | المرحلة الابتدائية | المرحلة الابتدائية | المرحلة الثانوية   | المرحلة الثانوية | المرحلة الثانوية | المرحلة الثانوية | الكلية            | الكلية            | الكلية           | الكلية           |
| تسمانيا                  | التحضيرية                          | الصف الأول                 | الصف الثاني                | الصف الثالث        | الصف الرابع        | الصف الخامس        | الصف السادس        | الصف السابع        | الصف الثامن      | الصف التاسع      | الصف العاشر      | الصف الحادي عشر   | الصف الثاني عشر   |                  |                  |
| فكتوريا                  | المرحلة الابتدائية                 | المرحلة الابتدائية         | المرحلة الابتدائية         | المرحلة الابتدائية | المرحلة الابتدائية | المرحلة الابتدائية | المرحلة الابتدائية | المرحلة الثانوية   | المرحلة الثانوية | المرحلة الثانوية | المرحلة الثانوية | المرحلة الثانوية  | المرحلة الثانوية  | المرحلة الثانوية | المرحلة الثانوية |
| فكتوريا                  | التحضيرية                          | الصف الأول                 | الصف الثاني                | الصف الثالث        | الصف الرابع        | الصف الخامس        | الصف السادس        | الصف السابع        | الصف الثامن      | الصف التاسع      | الصف العاشر      | الصف الحادي عشر   | الصف الثاني عشر   |                  |                  |
| أستراليا الغربية         | مرحلة ماقيل المدرسة                | المرحلة الابتدائية         | المرحلة الابتدائية         | المرحلة الابتدائية | المرحلة الابتدائية | المرحلة الابتدائية | المرحلة الابتدائية | المرحلة الابتدائية | المرحلة الثانوية | المرحلة الثانوية | المرحلة الثانوية | المرحلة الثانوية  | المرحلة الثانوية  | المرحلة الثانوية |                  |
| أستراليا الغربية         | مرحلة ماقبل الابتدائية             | السنة الأولى               | السنة الثانية              | السنة الثالثة      | السنة الرابعة      | السنة الخامسة      | السنة السادسة      | السنة السابعة      | السنة الثامنة    | السنة التاسعة    | السنة العاشرة    | السنة الحادية عشر | السنة الثانية عشر |                  |                  |

## العمر الأدنى للتسجيل في المدرسة
تسمى السنة الأولى من التعليم بالأساس وفق المنهج الوطني الذي يتم تطويرة 
المدارس الابتدائية في الإقليم الشمالي غالبا تشمل مرحلة ما قبل المدرسة. في أستراليا الغربية غالبا ما تشمل المدارس الابتدائية سنتين من مرحلة ما قبل المدرسة . [بحاجة لمصدر]
اعتبارا من عام 2013، سوف يتم تدريس السنة الأولى من الابتدائية في جنوب أستراليا في بداية فترة الفصل الأول .
في بعض الولايات والأقاليم يمكن تقييم الأطفال رسميا والتعرف على الموهوبين و تبدأ المدرسة في عمر أقل من السن الأدنى المعلن. بالإضافة إلى ذلك، يمكن للطلاب الموهوبين "اجتياز المواد أو التقدم إلى مستوى أعلى في السنة الأكاديمية في التعليم.
| الولاية أو الأقليم       | الحد الأدنى من العمر | العمر قبل السنة الأولى                     | السن الإلزامي                          | التسميات العامة ماقبل المدرسة | التسميات العامة قبل السنة الأولى |
| ------------------------ | -------------------- | ------------------------------------------ | -------------------------------------- | ----------------------------- | -------------------------------- |
| إقليم العاصمة الأسترالية | 4.8                  | أن يبلغ الطفل عمر الخامسة في 30 نيسان      | السنة التي يبلغ عمر الطفل فيها 6 سنوات | مرحلة ماقبل المدرسة           | رياض الأطفال                     |
| الإقليم الشمالي          | 4.6                  | أن يبلغ الطفل عمر الخامسة في 30 حزيران     | السنة التي يبلغ عمرالطفل فيها 6 سنوات  | مرحلة ماقبل المدرسة           | الانتقال                         |
| نيو ساوث ويلز            | 4.5                  | أن يبلغ الطفل عمر الخامسة في تموز          | السنة التي يبلغ عمرالطفل فيها 6 سنوات  | مرحلة ماقبل المدرسة           | رياض الأطفال                     |
| كوينزلاند                | 4.6                  | أن يبلغ الطفل عمر الخامسة في 30 من حزيران  | العمر ست سنوات ونصف                    | رياض الأطفال / قبل الإعدادية  | التحضيرية                        |
| جنوب أستراليا            | 5.0                  | في الفترة التي يبلغ فيها الطفل 5 سنوات     | العمر ست سنوات                         | رياض الأطفال                  | السنة الأولى من الإبتدائي        |
| تسمانيا                  | 5.0                  | أن يبلغ الطفل خمسة سنوات في الأول من يناير | أن يبلغ الطفل 5 سنوات                  | رياض الأطفال                  | التحضيرية                        |
| فكتوريا                  | 4.8                  | أن يبلغ الطفل عمر الخامسة في 30 نيسان      | السنة التي يبلغ الطفل فيها 6 سنوات     | رياض الأطفال                  | التحضيرية                        |
| أستراليا الغربية         | 4.6                  | أن يبلغ الطفل عمر الخامسة في 30 من حزيران  | السنة التي يبلغ فيها الطفل 6.6 سنوات   | رياض الأطفال                  | مرحلة ماقبل الابتدائية           |

## التعليم العالي

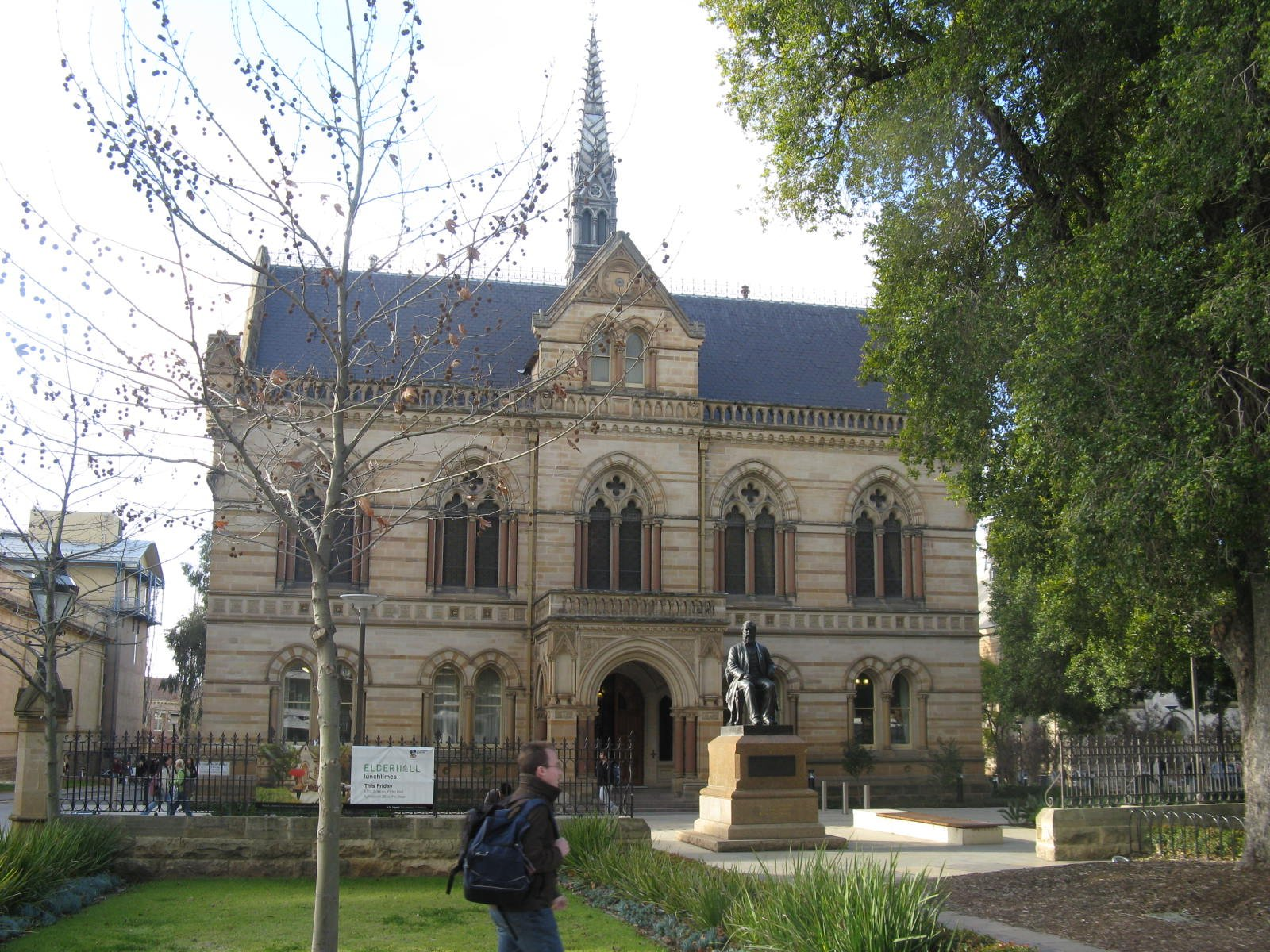
مبنى ميتشل في جامعة أديلايد في أستراليا الجنوبية،, أقدم ثالث جامعة في البلاد.
.

التعليم العالي في أستراليا في المقام الأول هو الدراسة في الجامعة أو الكلية التقنية من أجل الحصول على مؤهل أو مهارات إضافية أو تدريب.

## الإدارات الإتحادية
التعليم في أستراليا مسؤولية الإدارات التالية:
•	إدارة التربية والتعليم والتوظيف والتدريب (DEET) (1987)
• إدارة التوظيف والتعليم والتدريب وشؤون الشباب (DEETYA) (1996)
•	إدارة التعليم والتدريب و شؤون الشباب (DETYA) (1997
•	إدارة التربية والتعليم والعلوم والتدريب (DEST) (2001
•	إدارة التعليم , علاقات التوظيف وأماكن العمل (DEEWR) (2007)
== انظر أيضا ==التعليم العالي2

## نظرة عامة
•الدرجات الأكاديمية في أستراليا
•إطار المؤهلات الأسترالية
•الجامعات الأسترالية
•القبول الجامعي
•التعليم في إقليم العاصمة الأسترالية
•نيو ساوث ويلز
•إقليم شمالي (أستراليا)
•كوينزلاند
•جنوب أستراليا
•التعليم في تسمانيا
•التعليم في فيكتوريا
•التعليم في أستراليا الغربية
•تعليم الفنون المسرحية في أستراليا
•برنامج خاص للمساعدة ( التعليم الأسترالي )
•رسوم التعليم العالي في أستراليا
•التقنية والتعليم الإضافي

## المؤهلات
•شهادة السنة الثانية عشر من إقليم العاصمة الأسترالية
•شهادة المدرسة العليا - منح الاعتماد لاستكمال السنة 11 و 12 في نيو ساوث ويلز
•البكالوريا الدولية
•شهادة الإقليم الشمالي في التعليم
•شهادة كوينزلاند في التعليم
•شهادة المدرسة - منح الاعتماد لاستكمال السنوات 9 و 10 في نيو ساوث ويلز( تمنح بعد الإنتهاء من الدراسة )
•شهادة أستراليا الجنوبية في التعليم
•شهادة تسمانيا في التعليم
•شهادة فيكتوريا في التعليم
•شهادة التعليم التطبيقي في فيكتوريا
•شهادة أستراليا الغربية في التعليم

## الإمتحانات
•اختبار القياس في إقليم العاصمة الأسترالية
•اختبار كوينزلاند للمهارات الأساسية
•المركز الشامل (كوينزلاند)
•البرنامج الوطني للتقييم - القراءة والحساب
•ألويلAllwell

## الوكالات
•منظمة البكالوريا الدولية
•إدارة التربية والتعليم والتدريب (إقليم العاصمة الأسترالية)
•إدارة التربية والتعليم والمجتمع (نيو ساوث ويلز)
•مجلس الدراسات - المسؤولة عن التطوير والحفاظ على المناهج و أوراق اعتماد التقييم في نيو ساوث ويلز
•إدارة التربية والتعليم والتدريب (الإقليم الشمالي )
•إدارة التربية والتعليم والتدريب (كوينزلاند )
•إدارة التربية والتعليم وخدمات الأطفال
•إدارة التربية والتعليم (تسمانيا )
•إدارة التربية والتعليم وتنمية الطفولة المبكرة (فيكتوريا)
•المنهج الفيكتوري و تقييم السلطة
•إدارة التربية والتعليم (أستراليا الغربية )

## قائمة المدارس
- قائمة المدارس في أستراليا
- قائمة المدارس في إقليم العاصمة الأسترالية
- قائمة المدارس في نيوساوث ويلز
- قائمة المدارس في الإقليم الشمالي
- قائمة المدارس في كوينزلاند
- قائمة المدارس في بريسبان الكبرى
- قائمة المدارس في أستراليا الجنوبية
- قائمة المدارس في تسمانيا
- قائمة المدارس في فيكتوريا
- قائمة المدارس في بيرث، أستراليا الغربية
- قائمة المدارس الريفية في أستراليا الغربية
- قائمة الجامعات في أستراليا
- قائمة الجامعات عبر الإلتحاق في أستراليا

## وصلات خارجية
- Australian Education System
- Education and Training International. The international arm of the Western Australian (W.A.) Government's Department of Education and Training.
- The Official Government School Site
- edna.edu.au Education Network Australia website (Closed 30 September 2011)
- Education Services Australia website
- Educational Student Resource website
- Australian Qualifications Framework website
- Department of Education and Early Childhood Development, Victoria website
- Glossary of Australian Education Terms
- Australian Bureau of Statistics 6278.0 – Education and Training Experience, Australia, 2005
- The National Education Directory of Australia Pty Ltd
- List of Australian Universities & degrees by location
- Cost/Benefit Analysis Relating to the Implementation of a Common School Starting Age and Associated Nomenclature by 1 January 2010, Report prepared for the Ministerial Council on Education, Employment, Training and Youth Affairs, March 2006